# 穆图诺波利斯
穆图诺波利斯是巴西戈亚斯州的一个市镇。总面积869.033平方公里，总人口4088人，人口密度4.7人/平方公里。